# Ash-Sharia wal-Hayat
Ash-Sharia wal-Hayat (sharian och livet) är ett program på den arabiska TV-kanalen al-Jazira. Vanligen är shejk Yusuf al-Qaradawi gäst och diskuterar olika frågor från ett religiöst perspektiv. De frågor som diskuteras kan vara inom alla möjliga områden. I ett av de mest omtalade programmen framförde han att fellatio var tillåtet enligt Koranen.